# Susques
Susques és una localitat de la Puna argentina, situada en l'oest de la província de Jujuy, capçalera del departament homònim.

## Ubicació i aspecte
Per trobar-se a 3.896 msnm, seria la localitat més elevada de l'Argentina d'entre les quals es poden accedir per camí pavimentat, ja que es troba en la traça de la RN 52 de Purmamarca a Antofagasta (Xile) pel pas de Jama el qual està 124 quilòmetres a l'oest de Susques, havent-se conclòs les obres en un tram de 76 km que s'estén des de l'entroncament de la RN 40 fins a poc més a l'oest de Susques.
La població es troba en el fons d'una petita foia o vega, envoltada per altiplans salitrosas en les quals es troben dispersos exemplars de cardón, queñoa i "matalassos" de tola, des de les planícies es poden observar a la distància diverses "serres" multicolors amb becs nevats, brancs de l'elevada serralada dels Andes.
Un parell de quilòmetres al sud-est de Susques es troba la confluència dels torrencials rierols (qualificats "rius" pels seus profunds i amples lleres pedregosos així com pels seus importants cabals en època de desglaços), aquests so: el Pastos Chicos, el de Las Burras i el Coranzulí.
Per la seva banda el llogaret és una antiguíssima cruïlla de "petjades" o camins constituïda per unes poques humils i petites cases d'atovons amb techados a dues aigües. Incloent la població rural, té 2.029 habitants (INDEC, 2001), mentre que l'àrea urbana posseïx 1.140 habitants (INDEC, 2001), amb un increment d'un 24,70% en relació amb els 1.627 habitants (INDEC, 1991) del cens anterior.

## Història
Té un origen antiquíssim, tot i que encara no ben determinat. Els primers pobladors coneguts va ser la nació likan antai qui van mantenir la seva cultura encara després de l'ocupació del seu territori pel Tahuantinsuyu cap a 1475.
En el s. XVI van arribar els conquistadors espanyols els quals practicamente no es van establir en el territori a causa de la aridez del terreny i l'extremat del clima encara que si van explotar la mineria. AL crear-se el Virregnat del Riu de la Plata el territori va ser disputat per les intendències de Salta del Tucumán i del Potosí, en 1811 es va ratificar que aquest territori pertanyia a la província de Salta no obstant això el litigi amb Bolívia va perdurar després de 1826, en 1835 la zona de Susques va ser parteix del teatre de la guerra entre la Confederació Argentina i la Confederació Peruanoboliviana.
El 1888 en ser derrotades Bolívia i el Perú per Xile; tropes xilenes van fer incursions en el departament de Susques. I el 1889 Bolívia va ratificar la sobirania argentina de la Puna de Atacama i el departament de Susques, tenint per capital la petita població de Susques (sovint anomenada llavors Susquis; el departament va ser el més septentrional del Territori dels Andes).
El 1943 en ser dissolta la unitat administrativa del Territori dels Andes, el departament Susques va passar a formar plenament part de la província de Jujuy que reclamava aquest departament des de 1836.

## Turisme
Aquest poblat és travessat per un bulevard central d'uns 350 metres de longitud ("tres quadres"), el qual desemboca enfront d'un interessant vestigi del període colonial espanyol: la capella (cridada església de La nostra Senyora de Betlem de Susques) una antiga i petita construcció edificada en el segle xvi amb atovons i, element singular de la seva arquitectura, les unions de les seves bigues de fusta de cardón a dues aigües unides mitjançant tientos de cuir a causa de la falta de metall ferro.
Tal temple va ser consagrat en 1598 i és considerat el més antic santuari cristià de la província de Jujuy, l'interior d'aquest edifici posseïx les parets decorades amb pintures d'ocells i flors regionals. Les campanes de bronze van ser foses en Chuquisaca, l'òrgan crida l'atenció per la baixa altura del seu teclat, de manera que solament pot ser executat de genolls, sobre l'altar major es troba l'antiga talla de l'estàtua que representa a l'advocació de la Verge de Betlem.
En aquest petit poblat es teixeixen ponchos, s'elaboren algunes artesanies en pedra i ceràmica i es poden degustar rostits (principalment de chivito), locro, empanades i tamales.
Altres grans atractiu són la propera Trencada del Taire l'accés de la qual es troba uns 15 km al nord-oest de Susques a través de la Ruta Provincial RP 16 i les Salines Grans del Nord-oest a les quals s'accedeix per la RN 52.